# Goodcause
GoodCause är en svensk stiftelse med säte i Stockholm. Stiftelsen har som syfte att starta och driva bolag vars avkastning går till välgörande ändamål. Sedan bildandet har stiftelsen en ändamålsparagraf som reglerar vart avkastningen ska gå, under tillsyn av Länsstyrelsen i Stockholm.
I stiftelsekoncernen ingår bolagen GodEl, GodFond, GoodCause Ideas, GoodCause Invest I och GodDryck.
Inom GoodCause finns samarbetsavtal med SOS Barnbyar, Stockholms Stadsmission, Rädda Barnen, Läkare Utan Gränser, Naturskyddsföreningen, Hand in Hand, Barncancerfonden, IOGT-NTO, We Effect och Vi-skogen.

## Historik
Stiftelsen GoodCause grundades 2005 av Stefan Krook med hjälp av donationer från Karl-Johan Persson, familjen af Jochnicks stiftelse, Inter Ikeas ordförande Per Ludvigsson och Catella.
Sedan starten har GoodCause genererat 72 miljoner kronor till välgörenhet.